# Sabina Auffenwerth
Sabina Auffenwerth (Augusta, 1706 – Augusta, 1782) è stata una ceramista e decoratrice tedesca.

## Biografia
Sabina Auffenwerth nacque ad Augusta nel 1706.
È stata una delle prime donne europee ad essere chiamata a lavorare al fianco degli uomini nell'ambito della decorazione e produzione della ceramica.
Sabina Auffenwerth era figlia del ceramista e decoratore tedesco Johann Auffenwerth attivo ad Augusta agli inizi del Settecento.
Sabina lavorò assieme al padre e alla sorella Anna Elisabeth, ad Augusta, per sviluppare la produzione dell'azienda del padre, acquisendo abilità nella lavorazione con metalli come l'oro e l'argento.
Lei e la sorella hanno prodotto disegni con uno stile personale caratterizzato da un abbondante uso di dorature, argentature, policromie nella decorazione di chinoiseries, piatti, tazze, evidenziando un efficace disegno ed una brillante pennellata nella raffigurazione delle scene e delle figure per la manifattura di Porcellane di Meissen dal 1720 al 1760.
Progettarono principalmente oggetti come tazze, teiere, piattini e piatti che furono decorati con "scene familiari", "scene di musicisti", "scene di cavalieri e le loro dame", "scene di caccia e di battaglia", ritratti e infine temi mitologici e allegorici.
Sabina Auffenwerth sposò un incisore ed editore, Issak Heinrich Hosennestel, nel 1731, e continuò a lavorare per decorare in oro e policromia la produzione delle porcellane bianche della manifattura di Meissen.